# Zygocera canosa
Zygocera canosa är en skalbaggsart som beskrevs av Wilhelm Ferdinand Erichson 1842. Zygocera canosa ingår i släktet Zygocera och familjen långhorningar. Inga underarter finns listade i Catalogue of Life.